# Antonio Cominelli
Antonio Cominelli (Lograto, 27 settembre 1910 – ...) è stato un calciatore italiano, di ruolo mezzala.

## Carriera
Cresciuto nel Brescia, ha disputato la sua unica partita di Serie A a Vercelli il 21 giugno 1931 Pro Vercelli-Brescia (2-0). Ha poi giocato con la maglia delle rondinelle il campionato di Serie B 1932-1933 contribuendo con 4 partite alla promozione della squadra nella massima serie. Lasciato definitivamente il Brescia nel 1936, è passato alla seconda squadra bresciana, l'Armando Casalini, che in quegli anni disputava i campionati di Serie C.